# دهستان بمانی
دهستان بمانی، یکی از دهستان‌های بخش بمانی شهرستان سیریک در استان هرمزگان ایران است. مرکز این دهستان، شهر بندر کوهستک است.

## جمعیت
بر پایه سرشماری عمومی نفوس و مسکن در سال ۱۳۹۵، جمعیت دهستان بمانی برابر با ۵٬۵۶۵ نفر بوده‌است.